# Dinge der Zeit
Dinge der Zeit – Hefte für inhaltliche Demokratie war eine basisdemokratisch orientierte Theoriezeitschrift mit libertären Inhalten. 
Die Zeitschrift wurde von linken, deutsch-jüdischen Emigranten in den USA um den libertären Publizisten Josef Weber (1901–1959), der sich von seiner trotzkistischen Vergangenheit entfernt hatte, 1947 gegründet. Sie erschien im Londoner Verlag Contemporary Press, dort erschien auch die englischsprachige Schwesterzeitschrift Contemporary Issues – a magazine for a democracy of content. Die an der Zeitschrift beteiligten Emigranten lebten u. a. in New York, London, Johannesburg und Zürich und verfassten ihre Artikel in der Regel unter Decknamen. An der ersten Nummer schrieben Josef Weber (unter dem Pseudonym Ernst Zander) und Ulrich Jacobs (unter dem Pseudonym Paul Brass) mit. Themen der Ausgaben im ersten Jahr waren unter anderem Deutschland und die Weltentwicklung, Kurt Tucholskys Erbe, Kollektivschuld und Marshallplan, Der Ring des Nibelungen, Warnung vor einem linken Nationalismus, Für eine Lösung der Palästinafrage. 1962 erschien eine Ausgabe zum Eichmann-Prozess.
Der Herausgeberkreis beanspruchte, unter den verschiedenen Gruppierungen des deutschen Exils und der europäischen Nachkriegslinken eine einzigartige politische und theoretische Position zu haben, die sowohl zwischen wie auch über den verschiedenen Fraktionen der internationalen Arbeiterbewegung vor und nach dem Zweiten Weltkrieg angesiedelt sei. Nach 1945 verabschiedete man sich von marxistischen Theoremen, wie der führenden Rolle des Proletariats und dessen Diktatur auf dem Weg zur sozialistischen Gesellschaft, hielt aber gleichzeitig am Historischen Materialismus und der marxschen Kritik der politischen Ökonomie fest. Ihre intellektuelle und politische Eigenständigkeit bezahlten die Mitglieder dieses Kreises mit politischer Einflusslosigkeit und Repräsentationslosigkeit.
Seit der Nummer 55 (April 1992) wurde Dinge der Zeit vom Trotzdem Verlag herausgebracht. Mit der Ausgabe 58/59 wurde das Erscheinen der Zeitschrift eingestellt. In den Ausgaben 55 bis 58/59 (August 1997) finden sich u. a. auch Beiträge von Noam Chomsky. 
Die Auflage betrug 3000–4000. Das Format war DIN A5 und umfasste rund 90 Seiten.